# 直会

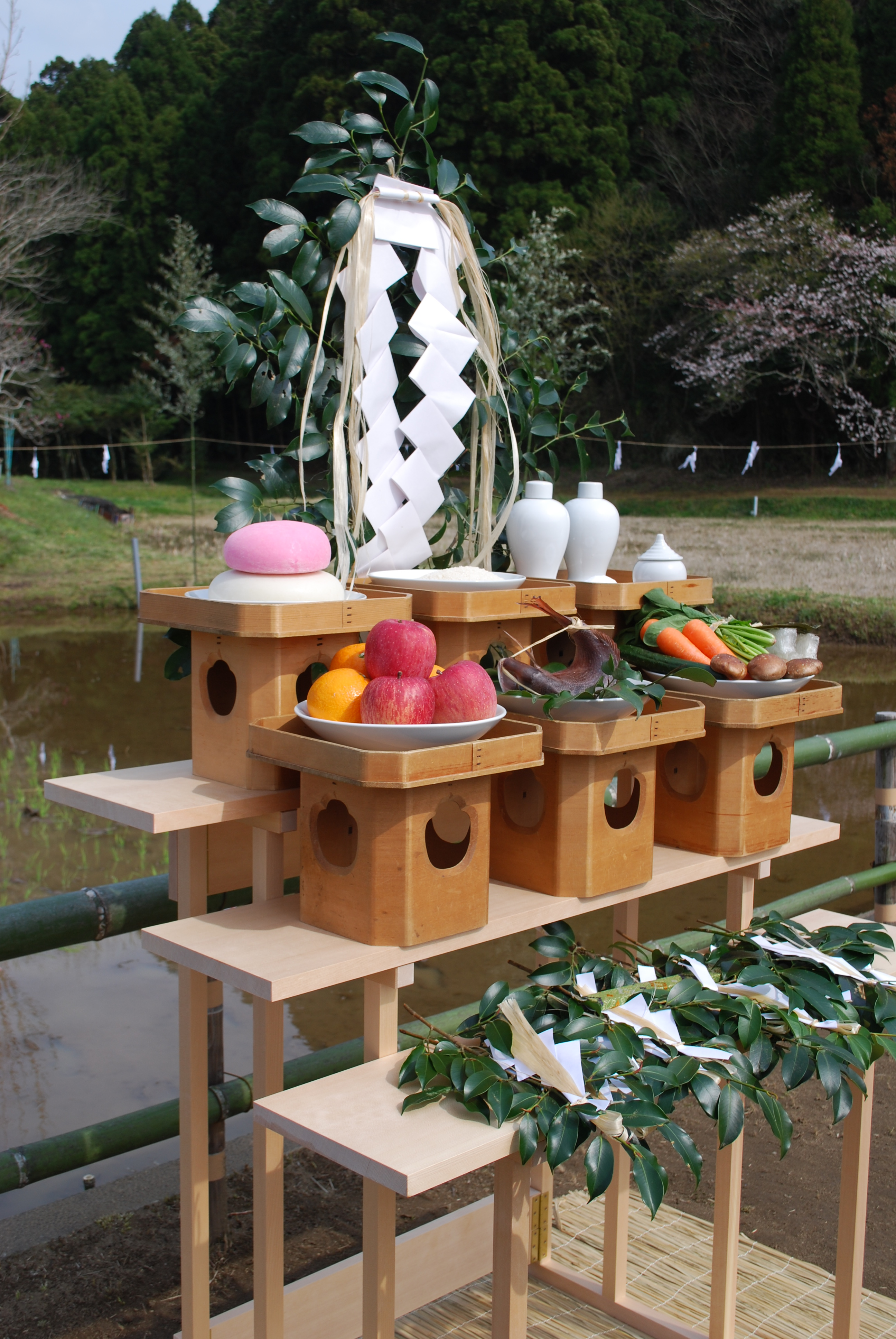
神饌（香取神宮）

直会（なおらい）とは、神社における祭祀の最後に、神事に参加したもの一同で神酒をいただき神饌を食する行事（共飲共食儀礼）である。

## 概要
一般には、神事終了後の宴会（打ち上げ）とされるが、本来は神事を構成する行事の一つである。神霊が召し上がったものをいただくことにより、神霊との結びつきを強くし、神霊の力を分けてもらい、その加護を期待する。本居宣長は斎戒を解くこと（解斎）の意としたが、古くからの祭式では祭典の前儀や本儀で行われる例もあり、解斎のみを意味すると解するのは誤りである
神社から餅などをいただく場合にいう直らうも似た意味の言葉である。
神社本庁が定める「神社祭式」では、どの祭式・祭祀でも必ず直会を行うとし、その具体的な作法も定めている。なお祭祀によっては故実による独自の作法が伝わっているものもあり、この場合はそれに従うものとされている。
季節の野菜・魚介類などが神饌として供えられた場合は、それらを調理したものが出される場合が多い。このため、神社によっては直会での料理は郷土料理と同一の場合がある。
神事によっては祭祀者が神と一緒に食事をするというものもあるが（顕斎）、この場合は決められた神饌であることが多く、直会とは異なる神事である。

## 語源
「なほらひ（なおらい）」の語源については、「直り合い（なほりあひ）」の意とするのが通例である。一同が、祭祀のため行った斎戒を解き、平常に直る（復る）という意味である。
一方、『日本書紀』に「嘗」をナメライ、『江家次第』に「ナフアイの御粥」などとあることから、神人共食の「嘗め合い」が原義であるとする説もある。
折口信夫は「なほらひ」は直日神を祀る神事であり、神祭が終わった後に、直日神を祀って神祭での過ちを正すのだという説を唱えている。
また、「なほる」を「食膳に着座する」、「あふ」を「一同が会する」の意とし、単に「神事が終わった後で神酒や神饌を飲食する」という意味で、解戒の意味はないとする説もある。

## 次第
上記「神社祭式」に定められた次第としては、配膳所役が各人の前に饗膳を据え、ついで銚子所役が神酒を注ぎ、各人がこれを飲み、箸をつけることとなっている。この後、楽を奏し、行事終了後、膳を徹することとなっているが、楽は省略してもよいとされている。
膳には折敷を用い、品目は洗米、切りスルメ、切り昆布などである。神酒を注ぐには長柄の銚子を用い、三度に分けて注ぐ。神酒を受けるものは、銚子所役が前に来てひざまずいたとき、拍手を一つ打った後、杯をとって神酒を受ける。